# Keith Mernickle
Keith Mernickle (* 23. Januar 1944 in Kingston upon Thames) ist ein ehemaliger britischer Radrennfahrer und nationaler Meister im Radsport.

## Sportliche Laufbahn
Mernickle war Spezialist für Querfeldeinrennen (heutige Bezeichnung Cyclocross), bestritt aber auch Rennen im Straßenradsport. Als Amateur holte er mehrfach Medaillen bei den nationalen Meisterschaften im Querfeldeinrennen. 1964 und 1965 wurde er Vize-Meister hinter Mick Stallard, 1962 und 1963 war er jeweils Dritter. 1963 wurde er Unabhängiger. 1966 wurde er Berufsfahrer und blieb bis 1980 als Radprofi aktiv. Er startete einige Jahre für das Radsportteam von Jazzmusiker Chris Barber, der ihn auch nach Auflösung des Teams als Sponsor unterstützte. 1967 und 1976 gewann er die nationale Meisterschaft im Querfeldeinrennen der Profis. 1969, 1970, 1973, 1975 und 1977 wurde er Vize-Meister hinter John Atkins.
Bei den Cyclocross-Weltmeisterschaften wurde er in der offenen Klasse 1962 24., 1963 21. und 1964 11. Bei den Profis wurde er 1967 20., 1968 27., 1969 12., 1970 21., 1971 13., 1973 10., 1974 15., 1975 17., 1976 22., 1977 25. und 1979 20. Alle Klassen übergreifend hat er rund 300 Rennen gewonnen.